# Liste der denkmalgeschützten Objekte in Linz-Urfahr

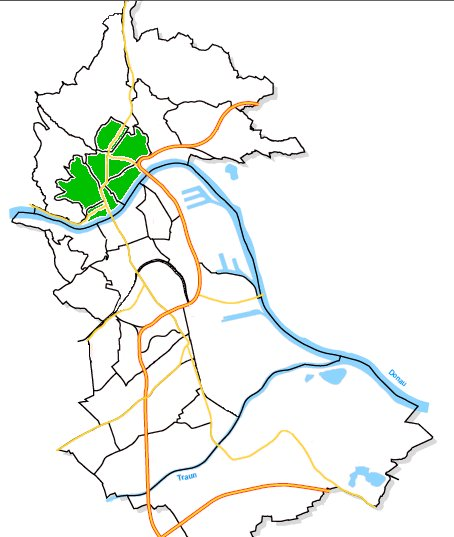
Die Katastralgemeinde Urfahr innerhalb der Stadt Linz

Die Liste der denkmalgeschützten Objekte in Linz-Urfahr enthält alle 40 denkmalgeschützten, unbeweglichen Objekte der Linzer Katastralgemeinde Urfahr, die dem gleichnamigen Linzer Stadtteil entspricht.
Die Zahl hinter dem Vermerk „Linz“, ist die Inventarnummer der Linzer Denkmaldatenbank, der Eintrag kann durch das Daraufklicken erreicht werden. Sofern kein anderer Beleg angegeben ist, stammen die Informationen in den Beschreibungstexten von dort.

## Denkmäler
| Foto |                 | Denkmal | Standort                                                      | Beschreibung | Metadaten |
| ---- | --------------- | --- | ------------------------------------------------------------- | --- | --- |
| ja   | Datei hochladen | Figurenbildstock hl. Johannes Nepomuk HERIS-ID: 102036 Objekt-ID: 118392 Linz: 3071                                    | Nibelungenbrücke, Urfahrer Brückenkopf Standort KG: Urfahr    | Figur des heiligen Johannes Nepomuk mit Kruzifix, die sich auf einem geschwungenen, barocken Sockel befindet. 1704 von Johann Joseph Wanscher geschaffen, ist sie die älteste Nepomukstatue in Linz. Restauriert wurde sie in den Jahren 1879, 1968 und zuletzt 1980 von Helmut Grubauer. Die Statue wechselte mehrmals ihren Standort, befand sich zuletzt am Beginn der Unteren Donaulände, und steht seit 1969 an ihrem jetzigen Platz. | BDA-Hist.: Q37789668 Status: § 2a Stand der BDA-Liste: 2025-06-30 Name: Figurenbildstock hl. Johannes Nepomuk GstNr.: 789/4 Statue of John of Nepomuk (Nibelungenbrücke)                              |
| ja   | Datei hochladen | Pöstlingbergbahn HERIS-ID: 76511 Objekt-ID: 90090 Linz: 2898                                                           | Landgutstraße 19 Bergbahnhof Standort KG: Urfahr              | Die Pöstlingbergbahn wurde 1897 eröffnet und gilt als eine der steilsten Adhäsionsbahnen der Welt. 1898 ließ die Tramway- und Elektrizitätsgesellschaft Linz die „Auffahrtshalle der Bergbahn Urfahr-Pöstlingberg“ als Fachwerkbau in altdeutschem Stil ausführen. Seit 2008, als die Endstation der Pöstlingbergbahn auf den Linzer Hauptplatz verlegt wurde, ist in diesem Gebäude ein Museum der Pöstlingbergbahn untergebracht. Anmerkung: Die Bahn verkehrt in den Katastralgemeinden Pöstlingberg und Urfahr. | BDA-Hist.: Q64026832 Status: Bescheid Stand der BDA-Liste: 2025-06-30 Name: Pöstlingbergbahn GstNr.: 258/13, 261/2, 258/17, 258/28, 258/32 Pöstlingbergbahn                                           |
| ja   | Datei hochladen | Straßenbrücke, Nibelungenbrücke HERIS-ID: 107764 Objekt-ID: 125124 Linz: 3070                                          | Hauptstraße 2, bei Standort KG: Urfahr                        | Die Nibelungenbrücke wurde 1938–1940 erbaut und ersetzte eine ältere Eisenbrücke. Sie weist an jedem Ufer eine gewölbte Durchfahrt und einen platzartig ausgeführten Brückenkopf auf. Anmerkung: Die Brücke verbindet die Linzer Innenstadt und Urfahr. | BDA-Hist.: Q64026663 Status: Bescheid Stand der BDA-Liste: 2025-06-30 Name: Straßenbrücke, Nibelungenbrücke GstNr.: 821/1, 789/4 Nibelungenbrücke, Linz                                               |
| ja   | Datei hochladen | Arbeiter- /Angestelltenwohnhaus HERIS-ID: 100880 Objekt-ID: 117159 Linz: 2789                                          | Aubergstraße 38 Standort KG: Urfahr                           | Das viergeschoßige Arbeiterwohnhaus wurde von 1914 von Karl Bachbauer im secessionistischen Stil errichtet und besitzt einen flachen übergiebelten Mittelrisalit. Über dem Portal befindet sich das Wappen der Stadt Urfahr. | BDA-Hist.: Q37785960 Status: § 2a Stand der BDA-Liste: 2025-06-30 Name: Arbeiter- /Angestelltenwohnhaus GstNr.: 328/6 Arbeiterwohnhaus Aubergstraße 38 (Urfahr)                                       |
| ja   | Datei hochladen | Villa Sailler HERIS-ID: 60086 Objekt-ID: 71949 Linz: 2975                                                              | Berggasse 1 Standort KG: Urfahr                               | Die Villa im Stile der Neorenaissance wurde 1897 von Baumeister Ignaz Scheck für Franz Sailler und seine Gattin Katharina gebaut. Seit jeher ist die Villa ein Blickfang, da sie markant auf einer Anhöhe steht. Anmerkung: Identadresse Rudolfstraße 72 | BDA-Hist.: Q38090063 Status: Bescheid Stand der BDA-Liste: 2025-06-30 Name: Villa Sailler GstNr.: 4794 Villa Sailler (Linz)                                                                           |
| ja   | Datei hochladen | Mahnmal zu Ehren der Opfer des Nationalsozialismus HERIS-ID: 102032 Objekt-ID: 118387 Linz: 1273                       | gegenüber Bernaschekplatz 8 Standort KG: Urfahr               | Das Mahnmal wurde 1988 von Leopold Grausam geschaffen. | BDA-Hist.: Q37789634 Status: § 2a Stand der BDA-Liste: 2025-06-30 Name: Mahnmal zu Ehren der Opfer des Nationalsozialismus GstNr.: 789/30 Mahnmal zu Ehren der Opfer des Nationalsozialismus (Urfahr) |
| ja   | Datei hochladen | Bezirksgericht HERIS-ID: 100963 Objekt-ID: 117245 Linz: 1726seit 2013                                                  | Ferihumerstraße 1 Standort KG: Urfahr                         | Der dreigeschoßige Monumentalbau wurde 1909 als Bezirksgericht und Gefangenenhaus errichtet. Die vier Flügel des Baues umschließen einen Innenhof. Der dreiachsige Eingangsrisalit hat ein Attikageschoß und eine Kuppelaufbau mit Uhren. Über dem Eingang zwischen zwei ionischen Doppelsäulen befindet sich ein Doppeladler mit Kaiserkrone. Die vorgezogenen Seitenflügel haben geschwungene Giebel mit Rauchfängen und sind gegenüber der Schauseite vorgezogen. | BDA-Hist.: Q37786196 Status: Bescheid Stand der BDA-Liste: 2025-06-30 Name: Bezirksgericht GstNr.: 379/33 Bezirksgericht Urfahr                                                                       |
| ja   | Datei hochladen | Großwohnhausbau HERIS-ID: 101368 Linz: 2823seit 2023                                                                   | Ferihumerstraße 3 Standort KG: Urfahr                         | Das Gebäude ist ein Spätwerk von Julius Schulte aus dem Jahr 1927. Es wurde das Problem eines spitzwinkeligen Straßenecks durch eine markante Rundung gelöst, auch die kräftige Farbgebung (Attika rot, Fensterrahmungen blau, Rustika-Pfeiler im Erdgeschoß rot), dient dazu, die hervorgehobene Lage des Gebäudes zu betonen. | BDA-Hist.: Q119231404 Status: Bescheid Stand der BDA-Liste: 2025-06-30 Name: Großwohnhausbau GstNr.: 1118                                                                                             |
| ja   | Datei hochladen | Villa Nunwarz HERIS-ID: 47001 Objekt-ID: 49420 Linz: 2816                                                              | Fischergasse 13 Standort KG: Urfahr                           | Die freistehende Villa wurde 1894 von Josef Keplinger für den Fotografen Alfred Nunwarz im späthistoristischen Stil erbaut. Die der Donau zugewandte Seite trägt eine repräsentative Fassade im Stil der italienischen Renaissance. An der Ostfassade befindet sich eine Gedenktafel für Karl May, die 1986 von Lazlo Botha gefertigt wurde und an den Besuch Karl Mays bei seinem Fotografen erinnert. | BDA-Hist.: Q38025081 Status: Bescheid Stand der BDA-Liste: 2025-06-30 Name: Villa Nunwarz GstNr.: .206 Villa Nunwarz, Urfahr                                                                          |
| ja   | Datei hochladen | Gasthaus, Fischerhäusl bzw. Grießlerhaus HERIS-ID: 78482 Objekt-ID: 92144 Linz: 2820                                   | Flußgasse 3 Standort KG: Urfahr                               | Der zweieinhalbgeschoßige, spätmittelalterliche Bau mit Schopfwalmdach stammt aus dem frühen 16. Jahrhundert und wurde später erweitert. Der Runderker zeigt noch Reste der originalen Fensterprofilierungen. | BDA-Hist.: Q1420088 Status: § 2a Stand der BDA-Liste: 2025-06-30 Name: Gasthaus, Fischerhäusl bzw. Grießlerhaus GstNr.: 4792, 4793, 4788, 4789 Fischerhäusl (Linz)                                    |
| ja   | Datei hochladen | Hörschingergut mit Umfriedung HERIS-ID: 101361 Objekt-ID: 117687 Linz: 1710                                            | Freistädter Straße 8, 8a-l Standort KG: Urfahr                | Der zweigeschoßige Vierkanthof wurde erstmals Ende des 15. Jahrhunderts urkundlich erwähnt, im 18. und 19. Jahrhundert umgebaut. Seit 1925 im Eigentum der Stadt Linz wurde das Gut 1927 für Wohnungen adaptiert und 1985/86 generalsaniert. An der N- und O-Seite befinden sich korbbogige Einfahrten aus Granit, die nördliche ist mit 1802 bezeichnet. Die hölzernen Tore, welche mit expressiven Zackenornamenten verziert sind, stammen vermutlich aus dem Jahr 1927. In einer Hofecke befindet sich ein Wandbrunnen mit Muschelnische und Löwenkopf. | BDA-Hist.: Q37787634 Status: § 2a Stand der BDA-Liste: 2025-06-30 Name: Hörschingergut mit Umfriedung GstNr.: 902, 457/1, 1085 Hörschingergut, Linz-Urfahr                                            |
| ja   | Datei hochladen | Geißelsäule HERIS-ID: 102040 Objekt-ID: 118396 Linz: 1125                                                              | vor Freistädter Straße 163 Standort KG: Urfahr                | Eine Darstellung von Jesus mit einer Dornenkrone und gefesselten Händen steht auf einer toskanischen Säule aus Granit. Auf dem Sockel findet sich die Jahreszahl 1660 und eine Vertiefung für ein nicht mehr vorhandenes Wappen. | BDA-Hist.: Q37789700 Status: § 2a Stand der BDA-Liste: 2025-06-30 Name: Geißelsäule GstNr.: 802/7 |
| ja   | Datei hochladen | Umfriedung HERIS-ID: 102119 Objekt-ID: 118478 Linz: 2510                                                               | Friedrichstraße 20 Standort KG: Urfahr                        | Der Urfahrer Friedhofs wurde 1786 auf dem Gelände eines aufgelassenen Klosters errichtet. Die Mauern des Friedhofes bestehen aus Bruchsteinen und wurden 2009 unter Denkmalschutz gestellt. | BDA-Hist.: Q37789902 Status: § 2a Stand der BDA-Liste: 2025-06-30 Name: Umfriedung GstNr.: 187/1, 187/2 Mauer des Urfahraner Friedhofs                                                                |
| ja   | Datei hochladen | Ehemalige Ringbrotwerke HERIS-ID: 90717 Objekt-ID: 105422 Linz: 2952                                                   | Gerstnerstraße 14 Standort KG: Urfahr                         | Das Objekt besteht aus zwei Gebäuden, die 1916/17 für die Ringbrotwerke von Baumeister Ignaz Derndorfer errichtet wurden. Es erscheint nicht als reiner Industriebau, insbesondere der Verwaltungstrakt weist auch repräsentative Elemente wie die Pfeilerordnung der beiden unteren Geschoße an der abgerundeten Ecke auf, die oberhalb einer Verkehlung von zwei Figuren bekrönt wird, die einen Schnitter und einen Bäcker darstellen. Weitere Dekorelemente sind Eierstab- und Zahnschnittfriese sowie Schmuckmedaillons mit Ährenmotiven. Das zweite Gebäude in der Sonnensteinstraße 11–13 ist schlichter gestaltet und wurde später aufgestockt. Die beiden Gebäude dienen (gemeinsam mit einem nicht geschützten Erweiterungsbau an der Reindlstraße) als Nebensitz der Universität für künstlerische und industrielle Gestaltung Linz. | BDA-Hist.: Q37749204 Status: § 2a Stand der BDA-Liste: 2025-06-30 Name: Universität für künstlerische und industrielle Gestaltung ohne Neubau an der Reindlstraße GstNr.: 1122 Ringbrotwerke          |
| ja   | Datei hochladen | Miethaus, Wohn-u.Geschäftshaus, Café Landgraf HERIS-ID: 40987 Objekt-ID: 41293 Linz: 2849                              | Hauptstraße 12 Standort KG: Urfahr                            | Das 1898 entstandene späthistoristische Gebäude mit neugotischer Dekoration ist das bedeutendste profane Werk des Dombaumeisters Raimund Jeblinger. Oberhalb der als Café fungierenden Geschäftszone ist die Fassade mit Backsteinen ausgeführt, die unterhalb des zweiten Obergeschoßes durch gelbe und rote Klinker gemustert wird. Der flache Mittelrisalit ist von einem Giebel mit Maßwerk bekrönt, in dessen Mitte sich eine überlebensgroße Herz-Jesu-Figur von Max Oberhuber befindet. Aufwändig ist auch die Dachlandschaft mit Treppengiebeln, Gaupen mit Dreipassdekoration und einem Schmiedeeisengitter auf dem First. | BDA-Hist.: Q37997509 Status: Bescheid Stand der BDA-Liste: 2025-06-30 Name: Miethaus, Wohn-u.Geschäftshaus, Café Landgraf GstNr.: 967 Cafe Landgraf (Linz)                                            |
| ja   | Datei hochladen | Maximilianturm, Befestigungsturm XXIV HERIS-ID: 52369 Objekt-ID: 58983                                                 | Heilhamer Weg 57 Standort KG: Urfahr                          | Einer der Normaltürme der Turmbefestigung Linz | BDA-Hist.: Q64486670 Status: § 2a Stand der BDA-Liste: 2025-06-30 Name: Maximilianturm, Befestigungsturm XXIV GstNr.: 944 Turm 24 (Turmbefestigung Linz)                                              |
| ja   | Datei hochladen | Jahnschule HERIS-ID: 78558 Objekt-ID: 92220 Linz: 2872                                                                 | Hinsenkampplatz 3 Standort KG: Urfahr                         | Das Schulgebäude mit Neorenaissance-Fassade ist in mehreren Phasen zwischen 1880 und 1905 entstanden. Architekt war Ignaz Scheck. | BDA-Hist.: Q38152393 Status: § 2a Stand der BDA-Liste: 2025-06-30 Name: Jahnschule GstNr.: .392, 379/15                                                                                               |
| ja   | Datei hochladen | Riesenederkapelle HERIS-ID: 32923 Objekt-ID: 30141 Linz: 1085                                                          | neben Jägerstraße 34 Standort KG: Urfahr                      | Die Kapelle mit quadratischem Grundriss, einer eingezogenen Apsis und einem Portikus hat eine eigenwillig geformte Kuppel. Die schindelgedeckte Kuppel trägt eine achteckige Laterne mit einem Kleeblattkreuz. Die Kapelle wurde 1845 von dem Baumeister Michael Riedl im Auftrag der Familie Rieseneder errichtet. | BDA-Hist.: Q37949831 Status: Bescheid Stand der BDA-Liste: 2025-06-30 Name: Riesenederkapelle GstNr.: 4743 Riesenederkapelle                                                                          |
| ja   | Datei hochladen | Wohnhaus, sog. Altes Krammerhaus HERIS-ID: 101424 Objekt-ID: 117752 Linz: 2881                                         | Kirchengasse 4 Standort KG: Urfahr                            | Das Haus stammt aus der Mitte des 17. Jahrhunderts, die Fassade weist einen Knick auf und endet im Obergeschoß als Vorschussmauer. Es fungiert nunmehr als Sitz der Initiative Stadtwerkstatt. | BDA-Hist.: Q121291674 Status: § 2a Stand der BDA-Liste: 2025-06-30 Name: Wohnhaus, sog. Altes Krammerhaus GstNr.: 971 Stadtwerkstatt, sog. Altes Krammerhaus                                          |
| ja   | Datei hochladen | Mariensäule HERIS-ID: 102041 Objekt-ID: 118397 Linz: 1723                                                              | Knabenseminarstraße 29, bei Standort KG: Urfahr               | Diese Darstellung der Maria Immaculata stammt aus dem zweiten Viertel des 18. Jahrhunderts und steht auf einer Säule jüngeren Datums. | BDA-Hist.: Q37789713 Status: Bescheid Stand der BDA-Liste: 2025-06-30 Name: Mariensäule GstNr.: 566/1 Mariensäule (Linz Knabenseminarstraße)                                                          |
| ja   | Datei hochladen | Wohnhaus HERIS-ID: 101478 Objekt-ID: 117812 Linz: 2885                                                                 | Kreuzstraße 7 Standort KG: Urfahr                             | Das historistische Wohnhaus aus dem Jahr 1884 weist eine Neorenaissance-Fassade auf. Die mittlere Achse ist durch einen flachen Risaliten, korinthische Riesenpfeiler und ein rundbogiges Mittelportal mit flankierenden Wandpfeilern und gequadertem Abschluss hervorgehoben. | BDA-Hist.: Q37788162 Status: § 2a Stand der BDA-Liste: 2025-06-30 Name: Wohnhaus GstNr.: 4807 Kreuzstraße 7 (Linz)                                                                                    |
| ja   | Datei hochladen | Kalvarienberg/Kreuzweg HERIS-ID: 102112 Objekt-ID: 118471 Linz: 3080                                                   | Kreuzweg Standort KG: Urfahr                                  | Sieben Kapellen mit je zwei Kreuzwegstationen bilden den Kreuzweg auf den Pöstlingberg. Der Kreuzweg ist mit 1873 datiert. | BDA-Hist.: Q37789853 Status: § 2a Stand der BDA-Liste: 2025-06-30 Name: Kalvarienberg/Kreuzweg GstNr.: 799/10 Calvary & stations of the cross, Linz-Pöstlingberg                                      |
| ja   | Datei hochladen | Mariensäule HERIS-ID: 102021 Objekt-ID: 118376 Linz: 1133                                                              | bei Kreuzweg 2 Standort KG: Urfahr                            | Die Statue der Immaculata steht auf einer toskanischen Säule. Der Sockel ist mit 1706 bezeichnet. Rund um die Säule steht eine Balustrade mit viereckigen stark profilierten Balustern. Die Ecksäulen der Balustrade sind mit Zirbelnüssen bekrönt. Vor der Balustrade steht ein steinerner Betschemel. | BDA-Hist.: Q37789624 Status: § 2a Stand der BDA-Liste: 2025-06-30 Name: Mariensäule GstNr.: .357 Mariensäule, Kreuzweg, Linz-Urfahr                                                                   |
| ja   | Datei hochladen | Leisenhof und Holzingergütl HERIS-ID: 93706 Objekt-ID: 108774 Linz: 2891, 2892                                         | Kreuzweg 2, 6 Standort KG: Urfahr                             | Die Namen der beiden Höfe stammen von ehemaligen Besitzern: Holzinger um 1610, Leis 1810. Der Holzingerhof gehört seit 1894 dem Diözesanhilfsfond. 1876 stürzt der Nordtrakt ein und aus dem Vierkanthof wurde ein regelmäßiger Dreiseithof der an der offenen Seite mit einer Tormauer abgeschlossen ist. Der zweigeschoßige Leisenhof ist ein Vierkanter mit Satteldach, der ebenfalls 1894 vom Diözesanhilfsfond angekauft wurde. Der Hof hat ein bemerkenswertes dreischiffiges Stallgebäude mit Platzlgewölben auf toskanischen Säulen. | BDA-Hist.: Q37762785 Status: § 2a Stand der BDA-Liste: 2025-06-30 Name: Leisenhof und Holzingergütl GstNr.: .357, .356 Leisenhof und Holzingergütl, Linz-Urfahr                                       |
| ja   | Datei hochladen | Bastion, ehem. Turm XX HERIS-ID: 110003 Objekt-ID: 127651                                                              | Kreuzweg 42 Standort KG: Urfahr                               | Einer der Normaltürme der Turmbefestigung Linz | BDA-Hist.: Q64486680 Status: § 2a Stand der BDA-Liste: 2025-06-30 Name: Bastion, ehem. Turm XX GstNr.: .355/2 Turm 20 (Turmbefestigung Linz)                                                          |
| ja   | Datei hochladen | Soldatenfriedhof HERIS-ID: 102116 Objekt-ID: 118475 Linz: 2521                                                         | nahe Kreuzweg Standort KG: Urfahr                             | Der auf einer Lichtung unterhalb des Kreuzweges auf den Pöstlingberg liegende Friedhof wurde 1915 angelegt. Auf mehreren Terrassen sind Tote des Ersten und Zweiten Weltkriegs beerdigt. | BDA-Hist.: Q37789883 Status: § 2a Stand der BDA-Liste: 2025-06-30 Name: Soldatenfriedhof GstNr.: 838 Soldatenfriedhof, Pöstlingberg                                                                   |
| ja   | Datei hochladen | Kath. Pfarrkirche hl. Leopold HERIS-ID: 101945 Objekt-ID: 118295 Linz: 644                                             | Landgutstraße 31b Standort KG: Urfahr                         | Das Kirchengebäude wurde 1971 von Gottfried Nobl gebaut. Es hat die Form eines Kreuzes mit eingestelltem Oktogon. Die konkaven Flächen sind mit Klinker verkleidet und durch Sichtbetonträger rahmenartig eingefasst. | BDA-Hist.: Q11722137 Status: § 2a Stand der BDA-Liste: 2025-06-30 Name: Kath. Pfarrkirche hl. Leopold GstNr.: 340/3 Saint Leopold III Church (Urfahr)                                                 |
| ja   | Datei hochladen | Steinskulptur Flötenbläser HERIS-ID: 102038 Objekt-ID: 118394 Linz: 1765                                               | vor Leonfeldner Straße 3 Standort KG: Urfahr                  | Elisabeth Turolt schuf 1955 die Steinplastik „Hirt mit Flöte“. | BDA-Hist.: Q37789687 Status: § 2a Stand der BDA-Liste: 2025-06-30 Name: Steinskulptur Flötenbläser GstNr.: 554/11 Figurenbildstock (Linz Leonfelderstraße)                                            |
| ja   | Datei hochladen | Harbachsiedlung 1. Teil HERIS-ID: 101607 Objekt-ID: 117943                                                             | Leonfeldner Straße 66–92b, gerade Nummern Standort KG: Urfahr | Während der NS-Zeit in den Jahren 1940–1942 erbaute Wohnsiedlung, deren Architekten Paul Gedon (Riesenblöcke Leonfeldner Straße 94–130), Bruno Biehler (Leonfeldner Straße 66–92) und Fritz Norkauer (Leonfeldner Straße 99–107) unter Reichsbaurat Roderich Fick waren. Die Harbachsiedlung ist die erste derart große Wohnhausanlage in Linz und stellt zudem eine Ausnahme zum sonst im Nationalsozialismus üblichen Antiurbanismus (Kleinsiedlungswesen) dar; vielmehr orientiert sich die vierflügelige geschlossene Blockverbauung mit großen Innenhöfen am traditionellen oberösterreichischen Vierkanter. Glatte Fassaden mit sparsamen Gliederungselementen geben der langgestreckten, aus fünf Baublöcken mit sechs Verbindungsbauten bestehenden Siedlung ein monumentales Aussehen. Teil 1 (Leonfeldner Straße 66–92) besteht aus zwei dreigeschoßigen, längsgestreckten Höfen und einem Verbindungsblock mit annähernd quadratischem Grundriss. Der Verbindungsblock ist im Gegensatz zur restlichen Anlage mit biedermeierlichen Elementen – Glockentürmchen, zart versprosste Lünettenfenster und Scheinarkaden – geschmückt. Markantes Element der gesamten Anlage sind die mehrjochigen Hofdurchfahrten mit Tonnengewölben auf mächtigen Mittelpfeilern und breiten Rundbogenportalen mit Steinrahmung, Keilsteinen und Radabweisern. Die Stiegenhauszugänge sind durch schmale, steinerne Rechteckportale gerahmt und haben häufig Oberlichten und Holztüren, im Inneren findet man teilweise noch Stiegenhäuser mit abgefasten Holzstiegen und -geländern. Die Harbachsiedlung erstreckt sich über die Katastralgemeinden Urfahr und Pöstlingberg. | BDA-Hist.: Q61037536 Status: Bescheid Stand der BDA-Liste: 2025-06-30 Name: Harbachsiedlung 1. Teil GstNr.: 653/5 Harbachsiedlung (Urfahr)                                                            |
| ja   | Datei hochladen | Figurenbildstock hl. Johannes Nepomuk HERIS-ID: 102037 Objekt-ID: 118393 Linz: 2819                                    | bei Ottensheimer Straße 26 Standort KG: Urfahr                | Die lebensgroße Statue des hl. Nepomuk ist aus dem Spätbarock und stand früher beim Schloss Hagen. Der Putto mit Schweigegeste verweist auf die Legende die zu seiner Heiligsprechung geführt haben soll. | BDA-Hist.: Q37789676 Status: § 2a Stand der BDA-Liste: 2025-06-30 Name: Figurenbildstock hl. Johannes Nepomuk GstNr.: 789/18 Statue of John of Nepomuk (Ottensheimer Straße)                          |
| ja   | Datei hochladen | Bürgerhaus, Schiffmeisterhaus HERIS-ID: 38249 Objekt-ID: 37763 Linz: 2920                                              | Ottensheimer Straße 32 Standort KG: Urfahr                    | Der vierachsige dreigeschoßige Bau fällt durch seine überwiegend gut erhaltenen Sgraffiti auf. Die Gebäudekanten sind quadriert, die Fenster sind mit Wellenbändern eingefasst. Das erste Obergeschoß wird oben und unten von Friesen mit Pflanzenornamenten begrenzt. In der Mitte der Fassade befindet sich ein Feld mit der Jahreszahl „1598“, den Initialen „P.W.W.“, sowie Schifferzeichen. Der Eingang befindet sich am einachsigen Vorsprung an der linken Seite des Gebäudes. Das Haus wurde 1956 und 1988 renoviert. | BDA-Hist.: Q37980227 Status: Bescheid Stand der BDA-Liste: 2025-06-30 Name: Bürgerhaus, Schiffmeisterhaus GstNr.: 4824 Schiffmeisterhaus Urfahr                                                       |
| ja   | Datei hochladen | Schule, Kollegium Petrinum HERIS-ID: 52376 Objekt-ID: 58992 Linz: 2941                                                 | Petrinumstraße 12 Standort KG: Urfahr                         | Das Petrinum wurde 1897 bezogen. Die der Stadt zugewandte Schauseite des viergeschoßigen Gebäudes hat 27 Achsen. Davon sind neun als Mittelrisalit ausgebildet. Der Risalit wird durch ein Mansardendach mit Balustrade und einen Mittelgiebel abgeschlossen. Die vier Flügel sind um einen Innenhof in der Art eines Vierkanters angeordnet. An der Innenseite des Nordflügels steht ein Turm mit einem Observatorium. | BDA-Hist.: Q178327 Status: § 2a Stand der BDA-Liste: 2025-06-30 Name: Schule, Kollegium Petrinum GstNr.: .516 Petrinum (Linz)                                                                         |
| ja   | Datei hochladen | Ehem. Rathaus HERIS-ID: 52367 Objekt-ID: 58981 Linz: 2963                                                              | Rudolfstraße 18 Standort KG: Urfahr                           | Das ehemalige Rathaus von Urfahr wurde ursprünglich 1853 als Bezirksgericht erbaut und 1911 durch Julius Schulte umgebaut. Dabei entstand auch die charakteristische Jugendstilfassade. | BDA-Hist.: Q439477 Status: § 2a Stand der BDA-Liste: 2025-06-30 Name: Ehem. Rathaus GstNr.: .249/12 Altes Rathaus (Urfahr)                                                                            |
| ja   | Datei hochladen | Kommunaler Wohnbau HERIS-ID: 101724 Objekt-ID: 118067 Linz: 2995                                                       | Schmiedegasse 11 Standort KG: Urfahr                          | Die Wohnanlage wurde 1930 von Architekt Armin Sturmberger für die Vereinigte Baugesellschaft Pirkl & Eysert erbaut. Der leicht geschwungene Bau folgt dem Straßenverlauf, die Eingangsachsen sind durch zweigeschoßige rechteckige Erkerbauten auf schmucklosen Konsolen betont und acht hohe rechteckige Dachhäuschen akzentuieren die Dachlandschaft. Anmerkung: Der Eintrag in der Linzer Denkmaldatenbank bezieht sich auf Nr. 13–15, auf Nr. 11 trifft die Beschreibung ebenfalls zu. | BDA-Hist.: Q37788609 Status: § 2a Stand der BDA-Liste: 2025-06-30 Name: Kommunaler Wohnbau GstNr.: 457/12 Kommunaler Wohnbau, Schmiedegasse 11-15, Urfahr                                             |
| ja   | Datei hochladen | Urfahrerkirche hl. Josef, ehem. Kapuzinerkirche und Rest des ehem. Klosters HERIS-ID: 52362 Objekt-ID: 58975 Linz: 632 | Schulstraße 2, 4 Standort KG: Urfahr                          | Die Kirche wurde mit dem Kapuzinerkloster 1690–1694 erbaut. Nach Aufhebung des Klosters wurde die Kirche zur Pfarrkirche erhoben, erweitert und 1791–1793 mit klassizistischer neuer Fassade und neuem Fassadenturm versehen. Die Kirche selbst hat ein einschiffiges, tonnengewölbtes Langhaus und einen niedrigen tonnengewölbten Rechteckchor. Nördlich ist ein Gang angebaut, der einen Rest des Klosters darstellt. | BDA-Hist.: Q11722138 Status: § 2a Stand der BDA-Liste: 2025-06-30 Name: Urfahrerkirche hl. Josef, ehem. Kapuzinerkirche und Rest des ehem. Klosters GstNr.: 964, 187/1 Sankt Josef (Urfahr)           |
| ja   | Datei hochladen | Urnenhain/Columbarium HERIS-ID: 102121 Objekt-ID: 118480                                                               | bei Urnenhainweg 8 Standort KG: Urfahr                        | Der Urnenhain wurde 1929 eröffnet. Die Gesamtplanung geht auf Julius Schulte zurück, nach Schultes Tod wurden die Pläne von Hans Arndt und Paul Theer fertiggestellt. Die alte Feuerhalle hat einen dem kreisrunden, überhöhten Zeremoniensaal, der auf einer rechteckigen, von Holzpfeilern getragenen Vorhalle aufruht. | BDA-Hist.: Q37789917 Status: § 2a Stand der BDA-Liste: 2025-06-30 Name: Urnenhain/Columbarium GstNr.: 666/2, 722/1 Urnenhain Linz-Urfahr                                                              |
| ja   | Datei hochladen | ehem. Pförtnerhaus HERIS-ID: 45824 Objekt-ID: 47281 Linz: 1964                                                         | bei Urnenhainweg 8 Standort KG: Urfahr                        | Das Haus wurde 1927 als erstes Gebäude am Urnenhain errichtet. Es hat ein gemauertes Erdgeschoß mit quadratischem Grundriss und einen Vorbau. Das Obergeschoß ist aus dunklem Holz und in der Art eines Blockhauses mit einem Pyramidendach gestaltet. | BDA-Hist.: Q38017704 Status: Bescheid Stand der BDA-Liste: 2025-06-30 Name: ehem. Pförtnerhaus GstNr.: 666/2 Pförtnerhaus Urnenhain, Linz                                                             |
| ja   | Datei hochladen | Wasserwerk Heilham HERIS-ID: 90416 Objekt-ID: 105102 Linz: 1786                                                        | Urnenhainweg 8a Standort KG: Urfahr                           | Das Pumpenhaus des Heilhamer Wasserwerkes wurde 1902 errichtet und ist noch im Originalzustand der Inbetriebnahme. | BDA-Hist.: Q37747152 Status: § 2a Stand der BDA-Liste: 2025-06-30 Name: Wasserwerk Heilham GstNr.: 666/1 Wasserwerk Heilham                                                                           |
| ja   | Datei hochladen | Weberschule HERIS-ID: 52360 Objekt-ID: 58973 Linz: 3007                                                                | Webergasse 1 Standort KG: Urfahr                              | Die Weberschule ist ein Jugendstilbau von Julius Schulte aus dem Jahre 1912. | BDA-Hist.: Q38050800 Status: § 2a Stand der BDA-Liste: 2025-06-30 Name: Weberschule GstNr.: 4842, 4844 Weberschule, Linz                                                                              |
| ja   | Datei hochladen | Kath. Pfarrkirche Christus König, Friedenskirche HERIS-ID: 52370 Objekt-ID: 58984 Linz: 585                            | Wildbergstraße 30 Standort KG: Urfahr                         | 1934 wurde mit dem Bau einer zweiten Kirche in Urfahr begonnen. Die Arbeiten mussten aber bald wegen der finanziellen Notlage eingestellt werden. Nach Kriegsende konnten 1949 die Bautätigkeiten wiederaufgenommen und die Kirche 1951 durch Bischof Franz Zauner eingeweiht werden. Der Turm ist 40 Meter, das Hauptschiff 14 Meter hoch. Das Altarbild wurde von Max Weiler gestaltet. Die Fenster in der Taufkapelle stammen von Lydia Roppolt. | BDA-Hist.: Q1083923 Status: § 2a Stand der BDA-Liste: 2025-06-30 Name: Kath. Pfarrkirche Christus König, Friedenskirche GstNr.: 438/4 Christkönigkirche (Linz)                                        |

## Ehemalige Denkmäler
| Foto |                 | Denkmal                                                                      | Standort                                          | Beschreibung | Metadaten |
| ---- | --------------- | ---------------------------------------------------------------------------- | ------------------------------------------------- | --- | --- |
| ja   | Datei hochladen | Bachlfeldsiedlung Objekt-ID: 117732 Linz: 1740bis 2018                       | Im Bachlfeld 30–38c, ger. Nr. Standort KG: Urfahr | | BDA-Hist.: Q61037283 Status: § 2a Stand der BDA-Liste: 2018-01-22 Name: Bachlfeldsiedlung GstNr.: 641/21, 638/12 Bachlfeldsiedlung (Urfahr)                          |
| ja   | Datei hochladen | Wohnhaus Objekt-ID: 118080 Linz: 1785bis 2018                                | Verlängerte Kirchengasse 2 Standort KG: Urfahr    | | BDA-Hist.: Q37788640 Status: § 2a Stand der BDA-Liste: 2018-01-22 Name: Wohnhaus GstNr.: 185/4 Verlängerte Kirchengasse 2 (Linz)                                     |
| ja   | Datei hochladen | Eisenbahn- und Straßenbrücke über die Donau in Linz Objekt-ID: 22119bis 2013 | Standort KG: Urfahr                               | Die Eisenbahnbrücke über die Donau in Linz wurde 1897 bis 1900 als kombinierte Eisenbahn- und Straßenbrücke von der k.k. priv. Hofschlosserei Anton Biró geplant und erbaut. Die genietete Eisenkonstruktion bestand aus drei bogenförmigen Fachwerkteilen, die von zwei im Flussbett stehenden gemauerten Pfeilern getragen wurden. Mit einer Gesamtlänge von 375 Metern verband sie die Mühlkreisbahn und die Westbahn, wurde aber nur gelegentlich für den Zugverkehr genutzt. Durch Korrosion wurde die Brücke stark geschädigt. Ob die Brücke saniert werden kann oder durch einen Neubau ersetzt werden soll, war lange unklar. Im Sommer 2016 wurde die Brücke abgerissen. Die Brücke verband die Linzer Innenstadt und Urfahr. | BDA-Hist.: Q106652213 Status: Bescheid Stand der BDA-Liste: 2013-06-28 Name: Eisenbahn- und Straßenbrücke über die Donau in Linz GstNr.: 389/1 Eisenbahnbrücke, Linz |